# Enrique Amado Melo
Enrique Amado Melo (San Gregorio de Polanco, 5 de noviembre de 1934-9 de mayo de 2005) fue un poeta y escritor uruguayo.

## Biografía
Cursó sus estudios primarios en la ciudad natal. Posteriormente se radicó en la capital departamental con el fin de profesionalizarse en sus estudios como docente de lengua española. En los años setenta el escritor se radicó en su pueblo natal, donde ejerció su carrera como docente de Idioma Español (1968) y de Literatura (1975). Posteriormente, como director  en el liceo público de San Gregorio de Polanco en Tacuarembó.
Realizó actividades colaborativas con la comunidad: fue cofundador y cooperador de la primera Biblioteca Municipal (1996), para la cual consiguió donaciones de libros  a través de su programa radial, dirigió su propio taller literario en pro de la comunidad gratuitamente hasta el día de su muerte.
Colaboró con el Semanario Batoví de Tacuarembó por más de veinte años, también el diario de su pueblo natal "El Polanqueño"  y su participación radial con el programa llamado "San Gregorio de ayer a hoy" en radio Ibirapitá,  fue Presidente de la Comisión Organizadora de los Festejos de los 150 años de San Gregorio (16 de noviembre de 2003). Generó un prestigio local y departamental, con el apoyo de las autoridades respectivas
Utilizó un lenguaje único, sencillo y comprensible; entre sus obras se refleja temas como su propia juventud desde muy temprana edad, presencia de la  naturaleza,recuerdos de su pueblo, poemas amorosos, una filosofía de su propio vivir el día a día. De su sencillez y hondura escribieron críticos como la española Beatriz Villacañas, que afirma: "Mi deseo es reivindicar aquí la sencillez. Cantos con variaciones...y Coplas solas, del uruguayo Enrique Amado Melo, es uno de esos libros que el espíritu agradece. Me complace celebrar al poeta sencillo porque es hondo". Revista La Pájara Pinta, Nº 19, mayo, 2004. Madrid.
Participó en eventos o congresos de escritores, fue socio activo de AGADU y Miembro de la Academia Iberoamericana de Poesía-Capítulo de Montevideo, casa del Poeta Latinoamericano, fue partícipe de la Asociación de Escritores del Interior y Grupo Cultural Blanco entre otras asociaciones. 
Fue Consejero de la Comisión "500 años de Idioma Español en Hispanoamérica" en Puerto Rico. Obtuvo un reconocimiento en el concurso en Roma.

## Obras
- Versos intrascendentes (1959)
- Pájaro herido (1961)
- Barro y estrella (1962)
- Cosecha anual (1964)
- Las fugas (1965)
- Simplemente un hombre (1967)
- Antología y nuevos poemas (1974)
- Memorias y otras distancias (1976)
- Poemas (1979)
- Manojo (1980)
- Elegías y canciones (1980)
- Motivos orientales (1982)
- Extraña condición (1983)
- Los Ritos y los Miedos (1985)
- Laurel y canto (1986)
- La Noche de San Juan y Otras Ausencias (1987)
- Poemas para todos (1990)
- Opus 13 (1995)
- Piezas de puzzle (1998)
- Los versos del Romero (1999)
- La vida ajena (2000)
- De máscaras y caparazones (2000)
- Trovas de este y otro tiempo (2001)
- Separatas Revista "La Urpila" Casa del Poeta Latinoamericano.[4]

## Reconocimientos
- Concurso Literario organizado por el Instituto de Cultura Americana, Tampico- México, año 1975.
- Obtuvo reconocimiento en el concurso Literario Dr. A. Minini Ríos por el diario "La mañana"  y la Asociación de Escritores del Interior en el año 1977.
- Mención de Honor en la participación del Concurso Literario organizado por el Semanario Crónica en 1977.
- Obtención de medalla otorgada por Empleados Casinos Municipales.
- Recibió el primer premio de poesía en el Concurso organizado por la Intendencia Municipal de Tacuarembó y el Ministerio de Educación y Cultura en el año 1978.
- Reconocimiento en la participación del Concurso Literario Hna. Cecilia en San José en 1979.
- Reconocimiento del Concurso Literario Casa del Poeta Latinoamericano, Montevideo año 1979.
- "Plaqueta de Plata y Diploma" día del Escritor, por la Fundación Givre, Buenos Aires año 1981. Recibimiento entregado por Jorge Luis Borges.
- Distinción Cultural A.E.D.I, año 1995.[5]